# Армстронг, Сара
Сара Армстронг (англ. Sarah Armstrong) — австралийская журналистка и писательница. Лауреат нескольких журналистских и литературных премий.

## Биография
Литературой Сара Армстронг заинтересовалась ещё в детстве, когда проживала с родителями в Маниле, тогда же она предприняла попытки написать несколько коротких рассказов. 
После окончания школы ей пришлось сменить род занятий, так как по её мнению профессия писателя не позволила бы ей оплатить учёбу в университете. На замену литературе пришла журналистика. Армстронг несколько лет проработала на канале ABC, принимая участие в таких радиопрограммах как: AM, PM и The World Today. За свою работу на ABC она в 1993 году была удостоена премии Уолкли.
В 1996 году она покинула ABC и переехала из Сиднея в маленький городок Маллумбимби. Здесь она вернулась к созданию литературных произведений и первая же её книга «Соляной дождь» получила литературную премию премьер-министра Квинсленда и премию Dobbie Encouragement Award, а также вошла в шорт-лист премии Майлза Франклина.

## Романы
- Salt Rain[англ.], 2004
- His Other House, 2015
- Promise, 2016
- Big Magic, 2022